# Veneza Júlia
A Veneza Júlia ou Venécia Juliana (em italiano:  Venezia Giulia, em esloveno e croata: Julijska krajina, em alemão:  Julisch Venetien, em vêneto Venesia Jułia; em friulano Vignesie Julie) é uma região histórico-geográfica da Itália, Eslovênia e Croácia, situada no extremo nordeste da península italiana, entre os Alpes Julianos e o mar Adriático, compreendendo as terras localizadas entre o Golfo de Trieste, Golfo de Rijeka (Fiume) e o Carso.
A parte da Veneza Júlia que permaneceu na Italia após o Tratado de Paris de 1947 e o Memorando de Londres de 1954 constitui, junto com o Friul, a região autônoma do Friul-Veneza Júlia. As terras eslovenas são divididas entre as regiões de Goriška, Litoral-Carso e Litoral-Carníola Interior, e as croatas entre o condado da Ístria e o condado Litoral-Serrano.
Historicamente, a Veneza Júlia ocupa, grosso modo, o território da região denominada Litoral Austríaco. Foi o linguista Graziadio Isaia Ascoli, natural de Gorizia, o primeiro a propor em 1863 a nomenclatura de "Venezia Giulia" para a região como uma alternativa a Litorale Austriaco. Sua proposta não tinha motivações irredentistas, mas visava a evidenciar a italianidade da região.